# Česká esperantská mládež
| Esperanto |  |
| |  |
| Jazyk |  |
| |  |
| - Akademie esperanta - Gramatika - Slovníky - Esperantologie - Abeceda - Číslovky - Fundamento - lernu! - Letní škola esperanta                                                                             |  |
| |  |
| Organizace |  |
| |  |
| - UEA - TEJO - E@I - EEU - SAT - Český esperantský svaz - Česká esperantská mládež - Esperantské kluby - Katolíci                                                                                           |  |
| |  |
| Dějiny |  |
| |  |
| - Ludvík Lazar Zamenhof - Časová osa - Buloňská deklarace - Ido-schizma - Krize ata/ita - Neutrální Moresnet - Interhelpo - Pražský manifest - Bona Espero - Esperantské město                              |  |
| |  |
| Kultura |  |
| |  |
| - Esperantská setkání - Pasporta Servo - Hudba - Rozhlas - Finvenkismus - Homaranismus - Kabei - Politika - La Espero - Stelo - Symboly (vlajka) - UK - IJK - Esperantista - Rodilí mluvčí - Zamenhofův den |  |
| |  |
| Literatura |  |
| |  |
| - Autoři - Esperantské časopisy - Esperantské slovníky - PIV - Wikipedie - KAEST |  |
| |  |
| Úhly pohledu |  |
| |  |
| - Propedeutická hodnota - Srovnání s idem - Srovnání s interlinguou - Reformy - Odpor vůči esperantu |  |

Česká esperantská mládež, z. s. (v esperantu Ĉeĥa Esperanto-Junularo, zkratka ĈEJ) je spolek (zaregistrovaný k 16. květnu 2005), který od svého vzniku sdružuje české příznivce mezinárodního jazyka esperanto do věku 30 let. Je oficiální zemskou sekcí Světové esperantské mládeže (TEJO). V předchozí době vykonávala její činnost sekce mládeže Českého esperantského svazu.
Spolek eviduje přes stovku členů, jedním z jeho čestných členů je i kardinál Miloslav Vlk, sám v mládí aktivní esperantista. Dalším významným členem soudobého spolku je psychiatr Max Kašparů. V minulosti byl členem České esperantské mládeže, ještě jako sekce mládeže Českého esperantského svazu, také nakladatel Ivo Železný. Současné sídlo sdružení je v Brně.
Od 18. do 25. července 2009 pořádala Česká esperantská mládež z pověření TEJO v Liberci 65. Mezinárodní kongres esperantské mládeže za účasti 343 esperantistů z 41 zemí světa.